# Barbarian Football Club
El Barbarian Football Club, més conegut com a Barbarians o col·loquialment com Baa Baas, és un equip de rugbi XV format el 1890 amb seu al Regne Unit i fundat com un equip per invitació. Tradicionalment, es selecciona almenys un jugador internacional per a cada partit. Els Barbarians juguen amb uniforme de colors blanc i negre, i els jugadors conserven els mitjons del seu club d'origen.

## Història

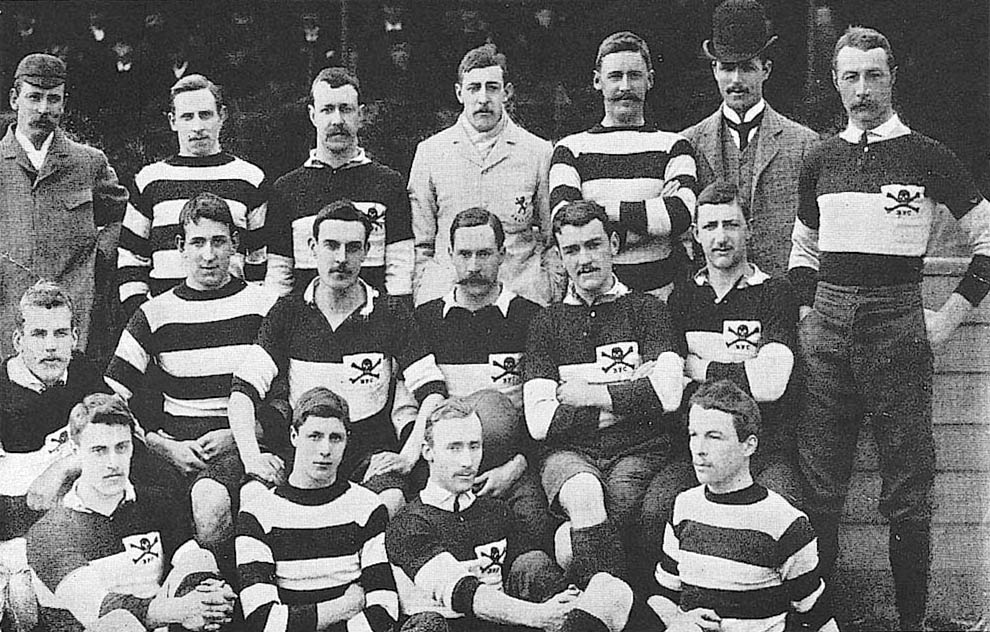
Fotografia d'equip el 1891.

El Barbarian FC va ser format per William Percy Carpmael, que havia jugat a rugbi amb l'equip de la Universitat de Cambridge, i havia format part de l'equip que havia fet una gira per Yorkshire el 1884. Inspirat per la cultura que hi ha darrere de les curtes gires de rugbi, va organitzar la seva primera gira el 1889 amb el Clapham Rovers, seguida d'una gira el 1890 amb un equip convidat anomenat Southern Nomads. El 1890 va portar els Southern Nomads, formats principalment per jugadors del Blackheath, de gira per alguns comtats del nord d'Anglaterra.
Aquesta idea de recollir un equip de gira per enfrontar-se a alguns clubs líders del país va rebre un fort suport de jugadors destacats, especialment d'exjugadors universitaris. El 8 d'abril de 1890, al restaurant Leuchters i més tard a l'hotel Alexandra de Bradford, es va acordar el concepte dels Barbàrians. L'equip va fer una gira aquell mateix any i va vèncer al Hartlepool Rovers 9–4 el 27 de desembre en el seu primer partit.
Fins que el rugbi es va convertir en un esport professional, els Barbarians jugaven sis partits anuals contra el Penarth RFC, el Cardiff RFC, el Swansea RFC i el Newport RFC per Pasqua; un partit contra el Leicester FC el 27 de desembre i el Mobbs Memorial Match contra East Midlands RFU a la primavera. El 1948, els bàrbars van ser convidats a enfrontar-se a Austràlia com a part de la gira dels Wallabies per Gran Bretanya, Irlanda i França. Tot i que inicialment es va dissenyar com una recaptació de fons cap al final de la gira, la trobada es va convertir en un esdeveniment popular i tradicional. Inicialment jugat cada tres anys, s'ha tornat més freqüent en l'era professional, amb els Barbarians ara sovint jugant amb una de les seleccions nacionals que visiten Gran Bretanya cada tardor.
El 29 de maig de 2011, al descans del partit entre els Barbarians i Anglaterra a Twickenham, els Barbarians i el seu fundador, William Percy Carpmael, van ser honorats amb la inclusió al Saló de la Fama de l'IRB. L'any 2017 es va crear l'equip femení, guanyant el seu primer partit contra Munster per 19-0 a Thomond Park.

## Altres Barbarians
Més enllà dels molts clubs que han escollit el nom de "Barbarians" juntament amb el de la seva ciutat (per exemple, els Denver Barbarians) van néixer molts altres clubs de rugbi d'arreu del món basats en el model d'un equip per invitació; entre aquests es troben els Barbarians francesos, els Barbarians australians, els sud-africans i els de Nova Zelanda.
A Itàlia un equip anomenat Barbarians Italiani va fer una única aparició l'any 1988, quan es van enfrontar als Māori All Blacks; tanmateix, la iniciativa no va tenir gaire èxit. Més afortunada va ser l'experiència dels "Zebre", una veritable versió italiana dels Barbarians creada per Marco Bollesan, que del 1973 fins al 1997 es va enfrontar a equips de diferent vàlua, entre els quals algunes seleccions nacionals de gira i guanyant contra els autèntics Barbarians. Varen tornar a jugar regularment a partir de 2012, quan la Federació Italiana de Rugbi va assumir la propietat del nom "Zebre" per a una nova franquícia permanent amb seu a la ciutat de Parma.

## Partits tradicionals
La naturalesa dels Barbarians com a equip de gira ha anat creant una llista de partits diversa, però en determinats moments de la història del club aquesta partits han agafat un patró regular. La majoria d'aquests partits habituals s'han quedat pel camí, mentre que d'altres han continuat fins a l'actualitat:
- Partit del 27 de desembre contra el Leicester Tigers: va començar el 1909 com el tercer i últim partit de la gira de Nadal. Es va jugar per última vegada com a partit regular el març de 2006[10] però va tornar al novembre de 2014 quan els Barbarians van vèncer al Leicester per 59–26 en la temporada del 125è aniversari.[11]
- Partit commemoratiu Edgar Mobbs: celebrat en commemoració d'Edgar Mobbs, jugador de rugbi que va morir a la Primera Guerra Mundial. Partit jugat a l'estadi Franklins Gardens contra els Northampton Saints, Bedford Blues o una selecció de XV d'East Midlands RFU. El primer partir va tenir lloc el 10 de febrer de 1921, i en anys posteriors es va convertir en tradició jugar-lo el primer dijous de març. L'últim partit va tenir lloc l'abril de 2011.[12]
- Gira de Pasqua: tradicionalment quatre partits contra Penarth RFC (Divendres Sant), Cardiff RFC/Cardiff Blues (Dissabte Sant); Swansea RFC (Dilluns de Pasqua) i Newport RFC (dimarts posterior al dilluns de Pasqua). El partit contra Penarth RFC es va abandonar després del 1986 com a partit habitual, tot i que el 2001 es va jugar un partit commemoratiu especial, en reconeixement dels 100 anys des del primer partit de Divendres Sant. Estadi. El partit contra Newport RFC es va allunyar de Setmana Santa després del partit del 1982 a causa de les mancances per presentar un equip per al quart partit de la gira[13] i es va jugar com un partit entre setmana a principis de la temporada a partir de setembre de 1982 en endavant.[21] Els Barbarians van jugar per última vegada a Newport el novembre de 1996.[14]
- The Final Challenge: jugat com l'últim partit d'una gira pel Regne Unit d'Austràlia, Nova Zelanda o Sud-àfrica. Inicialment jugats cada tres anys, aquests jocs s'han tornat més freqüents en l'era professional. El partit del 3 de desembre de 2008 contra Austràlia es va jugar a l'estadi de Wembley, el primer partit de rugbi des de la seva remodelació.
- Remembrance Day: partit del Dia del Record contra els Serveis Combinats, jugat al novembre. El partit es va jugar per primera vegada el 1997 i el partit més recent, el 2014, va donar com a resultat una victòria per 31-15 per als Barbarians.[15]

## Partits internacionals
Els Barbarians han jugat partits internacionals masculins des del 1915 i partits internacionals femenins des del 2019.
| Data             | Lloc                                  | Adversari                 | Marcador | Resultat |
| ---------------- | ------------------------------------- | ------------------------- | -------- | -------- |
| 17 abril 1915    | Cardiff Arms Park, Cardiff            | Gal·les                   | 26-10    | Guanyat  |
| 31 gener 1948    | Cardiff Arms Park, Cardiff            | Austràlia                 | 9-6      | Guanyat  |
| 26 gener 1952    | Cardiff Arms Park, Cardiff            | Unió Sud-africana         | 3-17     | Perdut   |
| 20 febrer 1954   | Cardiff Arms Park, Cardiff            | Nova Zelanda              | 5-19     | Perdut   |
| 22 febrer 1958   | Cardiff Arms Park, Cardiff            | Austràlia                 | 11-6     | Guanyat  |
| 28 maig 1958     | RFUEA Ground, Nairobi                 | Àfrica Oriental Britànica | 12-52    | Guanyat  |
| 4 febrer 1961    | Cardiff Arms Park, Cardiff            | Unió Sud-africana         | 6-0      | Guanyat  |
| 17 novembre 1962 | Gosforth Greyhound Stadium, Newcastle | Canadà                    | 3-3      | Empat    |
| 15 febrer 1964   | Cardiff Arms Park, Cardiff            | Nova Zelanda              | 3-36     | Perdut   |
| 28 gener 1967    | Cardiff Arms Park, Cardiff            | Austràlia                 | 11-17    | Perdut   |
| 16 desembre 1967 | Twickenham Stadium, Londres           | Nova Zelanda              | 6-11     | Perdut   |
| 26 maig 1969     | Police Grounds, Harare                | Rhodesia                  | 21-24    | Guanyat  |
| 31 gener 1970    | Twickenham Stadium, Londres           | Unió Sud-africana         | 12-21    | Perdut   |
| 9 maig 1970      | Murrayfield Stadium, Edimburg         | Escòcia                   | 17-33    | Guanyat  |
| 24 octubre 1970  | Gosforth Greyhound Stadium, Newcastle | Fiji                      | 9-29     | Perdut   |
| 27 gener 1973    | Cardiff Arms Park, Cardiff            | Nova Zelanda              | 23-11    | Guanyat  |
| 30 novembre 1974 | Twickenham Stadium, Londres           | Nova Zelanda              | 13-13    | Empat    |
| 24 gener 1976    | Cardiff Arms Park, Cardiff            | Austràlia                 | 19-7     | Guanyat  |
| 12 juny 1976     | Alumni Field, Toronto                 | Canadà                    | 4-29     | Guanyat  |
| 10 setembre 1977 | Twickenham Stadium, Londres           | Lions                     | 14-23    | Perdut   |
| 16 desembre 1978 | Cardiff Arms Park, Cardiff            | Nova Zelanda              | 16-18    | Perdut   |
| 26 març 1983     | Murrayfield Stadium, Edimburg         | Escòcia                   | 13-26    | Guanyat  |
| 15 desembre 1984 | Cardiff Arms Park, Cardiff            | Austràlia                 | 30-37    | Perdut   |
| 26 maig 1985     | Estadi Flaminio, Roma                 | Itàlia                    | 15-23    | Guanyat  |
| 26 novembre 1988 | Cardiff Arms Park, Cardiff            | Austràlia                 | 22-40    | Perdut   |
| 25 novembre 1989 | Twickenham Stadium, Londres           | Nova Zelanda              | 10-21    | Perdut   |
| 29 setembre 1990 | Twickenham Stadium, Londres           | Anglaterra                | 16-18    | Perdut   |
| 6 octubre 1990   | Cardiff Arms Park, Cardiff            | Gal·les                   | 24-31    | Guanyat  |
| 17 novembre 1990 | Cardiff Arms Park, Cardiff            | Argentina                 | 34-22    | Guanyat  |
| 7 setembre 1991  | Murrayfield Stadium, Edimburg         | Escòcia                   | 16-16    | Empat    |
| 6 juny 1992      | Estadi Lokomotiv, Moscou              | Rússia                    | 27-23    | Perdut   |
| 28 novembre 1992 | Twickenham Stadium, Londres           | Austràlia                 | 20-30    | Perdut   |
| 4 desembre 1993  | Cardiff Arms Park, Cardiff            | Nova Zelanda              | 12-25    | Perdut   |
| 4 juny 1994      | Police Grounds, Harare                | Zimbàbue                  | 23-21    | Perdut   |
| 3 desembre 1994  | Lansdowne Road, Dublín                | Sud-àfrica                | 23-15    | Guanyat  |
| 1996             | Lansdowne Road, Dublín                | Irlanda                   | 38-70    | Guanyat  |
| 17 agost 1996    | Murrayfield Stadium, Edimburg         | Escòcia                   | 45-48    | Guanyat  |
| 24 agost 1996    | Cardiff Arms Park, Cardiff            | Gal·les                   | 31-10    | Perdut   |
| 7 desembre 1996  | Twickenham Stadium, Londres           | Austràlia                 | 12-39    | Perdut   |
| maig 2000        | Lansdowne Road, Dublín                | Irlanda                   | 30-31    | Guanyat  |
| 31 maig 2000     | Murrayfield Stadium, Edimburg         | Escòcia                   | 42-45    | Guanyat  |
| 12 agost 2000    | Eilenriedestadion, Hannover           | Alemanya                  | 19-47    | Guanyat  |
| 10 desembre 2000 | Millennium Stadium, Cardiff           | Sud-àfrica                | 31-41    | Perdut   |
| 20 maig 2001     | Millennium Stadium, Cardiff           | Gal·les                   | 38-40    | Guanyat  |
| 24 maig 2001     | Murrayfield Stadium, Edimburg         | Escòcia                   | 31-74    | Guanyat  |
| 27 maig 2001     | Twickenham Stadium, Londres           | Anglaterra                | 29-43    | Guanyat  |
| 28 novembre 2001 | Millennium Stadium, Cardiff           | Austràlia                 | 35-49    | Perdut   |
| maig 2002        | Twickenham Stadium, Londres           | Anglaterra                | 29-53    | Perdut   |
| maig 2002        | Millennium Stadium, Cardiff           | Gal·les                   | 40-25    | Perdut   |
| juny 2002        | Murrayfield Stadium, Edimburg         | Escòcia                   | 27-47    | Guanyat  |
| maig 2003        | Twickenham Stadium, Londres           | Anglaterra                | 49-36    | Guanyat  |
| maig 2003        | Murrayfield Stadium, Edimburg         | Escòcia                   | 36-49    | Guanyat  |
| maig 2003        | Millennium Stadium, Cardiff           | Gal·les                   | 35-48    | Guanyat  |
| 22 maig 2004     | Murrayfield Stadium, Edimburg         | Escòcia                   | 33-40    | Guanyat  |
| 27 maig 2004     | Ashton Gate Stadium, Bristol          | Gal·les                   | 0-42     | Perdut   |
| 30 maig 2004     | Twickenham Stadium, Londres           | Anglaterra                | 32-12    | Guanyat  |
| 10 juny 2004     | Estadi Universitari de Lisboa, Lisboa | Portugal                  | 34-66    | Guanyat  |
| 4 desembre 2004  | Twickenham Stadium, Londres           | Nova Zelanda              | 19-47    | Perdut   |
| 24 maig 2005     | Pittodrie Stadium, Aberdeen           | Escòcia                   | 38-7     | Perdut   |
| 28 mig 2005      | Twickenham Stadium, Londres           | Anglaterra                | 52-39    | Guanyat  |
| 28 maig 2006     | Twickenham Stadium, Londres           | Anglaterra                | 19-46    | Perdut   |
| 31 maig 2006     | Murrayfield Stadium, Edimburg         | Escòcia                   | 19-66    | Perdut   |
| 4 juny 2006      | Estadi Mikheil Meskhi, Tbilisi        | Geòrgia                   | 19-28    | Guanyat  |
| 19 maig 2007     | Estadi Olímpic El Menzah, Tunis       | Tunísia                   | 10-33    | Guanyat  |
| 23 juny 2007     | Estadi Martínez Valero, Elx           | Espanya                   | 26-52    | Guanyat  |
| 1 desembre 2007  | Twickenham Stadium, Londres           | Sud-àfrica                | 22-5     | Guanyat  |
| 24 maig 2008     | Estadi Rei Balduí, Brussel·les        | Bèlgica                   | 10-84    | Guanyat  |
| 27 maig 2008     | Kingsholm Stadium, Gloucester         | Irlanda                   | 14-39    | Perdut   |
| 1 juny 2008      | Twickenham Stadium, Londres           | Anglaterra                | 14-17    | Perdut   |
| 3 desembre 2008  | Wembley Stadium, Londres              | Austràlia                 | 11-18    | Perdut   |
| 3 maig 2009      | Twickenham Stadium, Londres           | Anglaterra                | 33-26    | Guanyat  |
| 6 juny 2009      | Sydney Football Stadium, Sydney       | Austràlia                 | 55-7     | Perdut   |
| 5 desembre 2009  | Twickenham Stadium, Londres           | Nova Zelanda              | 25-18    | Guanyat  |
| 30 maig 2010     | Twickenham Stadium, Londres           | Anglaterra                | 26-35    | Perdut   |
| 4 juny 2010      | Thomond Park, Limerick                | Irlanda                   | 23-29    | Guanyat  |
| 4 desembre 2010  | Twickenham Stadium, Londres           | Sud-àfrica                | 26-20    | Guanyat  |
| 29 maig 2011     | Twickenham Stadium, Londres           | Anglaterra                | 38-32    | Guanyat  |
| 4 juny 2011      | Millennium Stadium, Cardiff           | Gal·les                   | 28-31    | Guanyat  |
| 26 novembre 2011 | Twickenham Stadium, Londres           | Austràlia                 | 11-60    | Perdut   |
| 27 maig 2012     | Twickenham Stadium, Londres           | Anglaterra                | 26-57    | Perdut   |
| 29 maig 2012     | Kingsholm Stadium, Gloucester         | Irlanda                   | 29-28    | Guanyat  |
| 2 juny 2012      | Millennium Stadium, Cardiff           | Gal·les                   | 21-30    | Perdut   |
| 26 maig 2013     | Twickenham Stadium, Londres           | Anglaterra                | 12-40    | Perdut   |
| 1 juny 2013      | Hong Kong Stadium, Hong Kong          | Lions                     | 8-49     | Perdut   |
| 30 novembre 2013 | Twickenham Stadium, Londres           | Fiji                      | 43-17    | Guanyat  |
| 1 juny 2014      | Twickenham Stadium, Londres           | Anglaterra                | 39-29    | Guanyat  |
| 1 novembre 2014  | Twickenham Stadium, Londres           | Austràlia                 | 36-40    | Perdut   |
| 28 maig 2015     | Thomond Park, Limerick                | Irlanda                   | 21-22    | Guanyat  |
| 31 maig 2015     | Twickenham Stadium, Londres           | Anglaterra                | 12-73    | Perdut   |
| 29 agost 2015    | Estadi Olímpic de Londres, Londres    | Samoa                     | 27-24    | Guanyat  |
| 21 novembre 2015 | Twickenham Stadium, Londres           | Argentina                 | 31-49    | Perdut   |
| 5 novembre 2016  | Wembley Stadium, Londres              | Sud-àfrica                | 31-31    | Empat    |
| 8 novembre 2016  | Estadi Markéta, Praga                 | república Txeca           | 0-71     | Guanyat  |
| 11 novembre 2016 | Ravenhill Stadium, Belfast            | Fiji                      | 40-7     | Guanyat  |
| 28 maig 2017     | Twickenham Stadium, Londres           | Anglaterra                | 14-28    | Perdut   |
| 28 octubre 2017  | Sydney Football Stadium, Sydney       | Austràlia                 | 31-28    | Perdut   |
| 4 novembre 2017  | Twickenham Stadium, Londres           | Nova Zelanda              | 22-31    | Perdut   |
| 10 novembre 2017 | Thomond Park, Limerick                | Tonga                     | 27-24    | Guanyat  |
| 28 maig 2018     | Twickenham Stadium, Londres           | Anglaterra                | 63-45    | Guanyat  |
| 1 desembre 2018  | Twickenham Stadium, Londres           | Argentina                 | 38-35    | Guanyat  |
| 26 abril 2019    | Infinity Park, Glendale               | Estats Units d'Amèrica    | 33-34    | Guanyat  |
| 2 juny 2019      | Twickenham Stadium, Londres           | Anglaterra (femení)       | 14-40    | Perdut   |
| 2 juny 2019      | Twickenham Stadium, Londres           | Anglaterra                | 43-51    | Perdut   |
| 16 novembre 2019 | Twickenham Stadium, Londres           | Fiji                      | 31-33    | Perdut   |
| 20 novembre 2019 | Estadi Morumbi, São Paulo             | Brasil                    | 22-47    | Guanyat  |
| 30 novembre 2019 | Millennium Stadium, Cardiff           | Gal·les (femení)          | 15-29    | Guanyat  |
| 30 novembre 2019 | Millennium Stadium, Cardiff           | Gal·les                   | 33-43    | Perdut   |
| 25 octubre 2020  | Twickenham Stadium, Londres           | Anglaterra                | - -      | Suspès   |
| 27 novembre 2021 | Twickenham Stadium, Londres           | Sud-àfrica (femení)       | 60-5     | Guanyat  |
| 27 novembre 2021 | Twickenham Stadium, Londres           | Samoa                     | - -      | Suspès   |
| 19 juny 2022     | Twickenham Stadium, Londres           | Anglaterra                | 52-21    | Guanyat  |
| 25 juny 2022     | Estadi El Molinón, Gijón              | Espanya                   | 7-26     | Guanyat  |
| 13 novembre 2022 | Tottenham Hotspur Stadium, Londres    | All Blacks XV             | 35-31    | Guanyat  |

## Presidents
L'actual president del club és l'exjugador d'Anglaterra i dels Barbarian John Spencer, que va ser nomenat en el càrrec el desembre de 2019.
L'oficina es va instituir per primer cop el 1913. Els sis presidents anteriors han estat:
- W. P. Carpmael, fundador dels Barbarians, va ocupar el càrrec de 1913–1936.
- Emile de Lissa, 1936–1955; associat com a secretari, tresorer, vicepresident i president de 1901-1955.
- Jack "Haigho" Smith, 1955; el seu mandat va durar només unes setmanes abans de la seva mort, després d'haver prestat servei com a Secretari d'Honor durant més de 30 anys.
- Hugh Llewellyn Glyn Hughes, 1955–1973.
- Herbert Waddell, 1973–1988.
- Micky Steele-Bodger, 1988–2019.